# Dalbergieae
A Dalbergieae a hüvelyesek (Fabales) rendjébe tartozó pillangósvirágúak (Fabaceae)családjában a bükkönyformák (Faboideae) egyik nemzetségcsoportja 18 nemzetséggel. Ezek közül több monotipikus.

## Származása, elterjedése
A nemzetségcsoport kozmopolita, de a fajok többsége Közép- és Dél-Amerika trópusi és mérsékelt égövi részein él.

## Megjelenése, felépítése
A fajok között bokrok, fák és folyondárok is előfordulnak.

## Felhasználása
A Dalbergia és Machaerium nemzetségek több fajának fája értékes bútorfa. Ezeket együtt paliszander néven említik.